# Re Giovanni
Re Giovanni è un dramma storico in cinque atti di William Shakespeare. Si tratta della drammatizzazione del regno di Giovanni d'Inghilterra detto "Senza Terra", figlio di Enrico II d'Inghilterra ed Eleonora d'Aquitania, padre di Enrico III d'Inghilterra. Si pensa sia stato scritto durante gli anni 1590. Fu pubblicato nel First Folio, nel 1623.

## Trama
In Inghilterra Re Giovanni, il più giovane dei cinque figli del re Enrico II d'Inghilterra e della duchessa Eleonora d'Aquitania, e che governa da tempo, riceve un'ambasceria da Filippo II Re di Francia, nella quale egli chiede di cedere il trono al di lui giovane nipote Arturo.
Giovanni non accetta la perentoria richiesta di Filippo e si prepara alla guerra per difendere il suo trono. Nella stessa scena interviene il diverbio tra due gentiluomini che si contendono un'eredità: Roberto di Falconbridge e suo fratello Filippo, spogliato dei beni perché ritenuto figlio illegittimo di Riccardo I detto Cuordileone, fratello di Giovanni e precedente Re. La figura fisica di Filippo ricorda molto quella del Cuordileone, mentre il testamento del defunto Sir Roberto disconosce Filippo adducendo a motivo proprio il concepimento avvenuto da parte di Riccardo mentre lui era in servizio d'ambasceria in Germania. Allora interviene la regina madre Eleonora che, riconoscendolo come nipote grazie alla forte somiglianza nel fisico e nella voce, suggerisce a Filippo di Falconbridge di cedere le terre di Falconbridge in cambio di un cavalierato, e di mutuare il proprio nome in quello del padre biologico, Riccardo Plantageneto. Di accompagnare infine lei e lo zio nella guerra francese.
Intanto i francesi, capeggiati da Re Filippo, assediano la città inglese di Angers e dichiarando che la lasceranno solo con l'ascesa al trono del principe Arturo. Purtroppo non c'è molto da fare perché i francesi sono alleati anche con gli austriaci che credono di aver assassinato Re Riccardo.
Nel frattempo Eleonora raggiunge Costanza, la madre di Arturo per rovesciare Giovanni, ma questi assieme a Filippo (ora Riccardo Plantageneto) le scopre e le punisce severamente. Inoltre affermano che il futuro re sarà solo un uomo molto saggio, chiunque sia.
Infatti il piano di Riccardo (Filippo di Falconbridge) e di Re Giovanni è semplice: lasciare Angers al suo destino e unire con un matrimonio Francia e Inghilterra: facendo sposare Delfino, figlio di Filippo, con Bianca, nipote di Giovanni. Il tutto si svolge sotto lo sguardo corrucciato di Regina Costanza che teme per la vita di suo figlio Arturo.
Per le nozze viene scelto da Roma il Cardinal Pandolfo il quale prima della cerimonia deve pretendere le scuse di Filippo per una vecchia mancanza di rispetto al papa. Questi rifiuta e allora viene scomunicato; ma le nozze si celebrano comunque. Ma in segreto Pandolfo sostiene un altro pretendente per il trono: un certo Luigi. Finalmente i progetti di Giovanni e Riccardo possono compiersi definitivamente con le riprese della guerra; infatti Riccardo combatte e sconfigge l'Austria per vendicare il padre, Arturo viene catturato dagli inglesi dopo un sanguinoso assedio ad Angers e la sua protettrice Eleonora viene tolta di mezzo per sempre. Ora Giovanni ordina che il nipote Arturo venga ucciso immediatamente, mentre il Cardinal Pandolfo incita Luigi a invadere l'Inghilterra. Come sicario viene scelto Uberto che però non se la sente di uccidere un suo pari e propone a Giovanni di riscattarlo. Egli accetta a malincuore, ma intanto giunge una notizia della falsa morte del nipote. Tutta l'Inghilterra è in subbuglio fino a quando l'equivoco non è chiarito.
Purtroppo pochi mesi dopo Arturo muore veramente, nel tentativo di fuggire dalla prigione ov'era rinchiuso e i nobili inglesi insorgono contro Giovanni, credendolo il capo dei congiurati. Giovanni ora ripone completamente la sua fiducia in Pandolfo, che è però segretamente in accordo coi francesi, e in Riccardo che continua a servire fedelmente lo zio. Poco tempo dopo una spedizione inglese capeggiata dal Bastardo marcia verso la Francia, che risponde con una controffensiva guidata da Luigi. Lo scontro è cruentissimo e con massicce perdite. Alla fine gli inglesi sono costretti a ripiegare ma i ribelli ritornano di nuovo sotto la protezione di Re Giovanni. Infine un monaco della corte inglese avvelena Re Giovanni e Riccardo si ritrova solo ad affrontare i francesi e Luigi. Tuttavia prima di un nuovo scontro giunge il Cardinal Pandolfo con un trattato di pace, annunciando che gli inglesi avrebbero riposto fedeltà solo sul figlio di Giovanni, Enrico, fino a quel momento tenuto nascosto a tutti.
Riccardo commenta che la giusta linea di successione è così ristabilita e che nulla potrà mai causar danno all'Inghilterra se questa rimane fedele a se stessa.